# Productes comercials amb alumini
Avui en dia és molt comú trobar alumini en molts productes comercials. També el trobem en productes a la vida quotidiana així com a la indústria i als laboratoris.
L'alumini és l'element químic de símbol Al i nombre atòmic 13. És l'element metàl·lic més abundant en l'escorça terrestre (8,13% d'abundància). Es pot trobar en moltes formes ja sigui alumini metàl·lic, òxid d'alumini, hidròxid d'alumini, clorur d'alumini, etc.
El més comú en productes de la vida quotidiana és l'alumini metàl·lic, fins i tot el podem trobar en molts objectes a la llar. A la indústria s'utilitza sobretot en forma d'òxid d'alumini tot i que també en altres productes. Finalment, la resta de compostos d'alumini els podem trobar sobretot en laboratoris de síntesi o farmacèutics.

## Alumini metàl·lic
L'alumini metàl·lic és la forma de l'alumini que més utilitzem a escala mundial, la nostra vida quotidiana està repleta de productes que el contenen.

### Propietats
- Lleuger.
- Resistent a la corrosió.
- Densitat 2700 kg/m³.
- Conductor elèctric (entre 34 y 38 m/(Ω mm²)) i tèrmic (80 a 230 W/(m·K)).
- Punt de fusió de 660 °C.
- Límit de resistència en tracció 160-200 MPa.
- Material tou (escala de Mohs 2-3-4).[1]

Esquema de la cel·la utilitzada industrialment per obtenir alumini

### Producció
La producció de l'alumini metàl·lic ve de la conversió de l'alúmina mitjançant el procés Hall-Héroult (s'obté una tona per cada dues d'alúmina).
Per dur a terme aquest procés l'alúmina es dissol en un bany electrolític de criolita (Na₃AlF₆) fosa; això es realitza per disminuir la temperatura de fusió de l'alúmina, ja que és de 2000 °C i mesclada amb criolita és de 900 °C. En aquesta cel·la tenim dos elèctrodes de carboni: el càtode a sota i l'ànode a sobre.
Càtode: Al3+ + 3 e− → Al
Ànode: 2 O2− + C → CO₂ + 4 e−
Per tant, en general tenim la següent equació: Al₂O₃ + 3/2 C → 2 Al + 3/2 CO₂
Per una banda, en el càtode s'obté l'alumini metàl·lic que en ser més dens que la mescla d'alúmina/criolita es queda al fons i posteriorment s'extreu per transportar-lo a un forn per purificar-lo i  fer aliatges o lingots, depenent de les necessitats dels clients.
D'altra banda, a l'ànode es consumeix carboni de l'elèctrode per donar CO₂, també s'obtenen altres gasos com àcid fluorhídric (HF) i trifluorur d'alumini (AlF3), però s'ha aconseguit bastant la seva recirculació. Les empreses tenen en funcionament la cel·la 24 hores, ja que seria un cost energètic molt gran refredar per substituir l'elèctrode de carboni per un de nou, llavors el que es fa és anar posant més carboni perquè la reacció segueixi endavant.
Existeix una altra alternativa menys costosa energèticament, de fet s'ha comprovat que necessita un 30% menys d'energia comparat amb les millors cel·les del Hall-Héroult, aquest procés també consisteix amb una electròlisi, però no directament amb alúmina:
2 Al₂O₃ + 3 C + 6 Cl₂ → 4 AlCl₃ + 3 CO₂

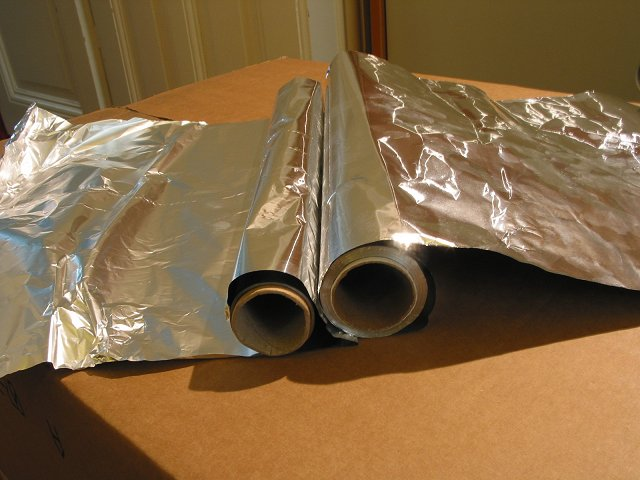
Paper d'alumini

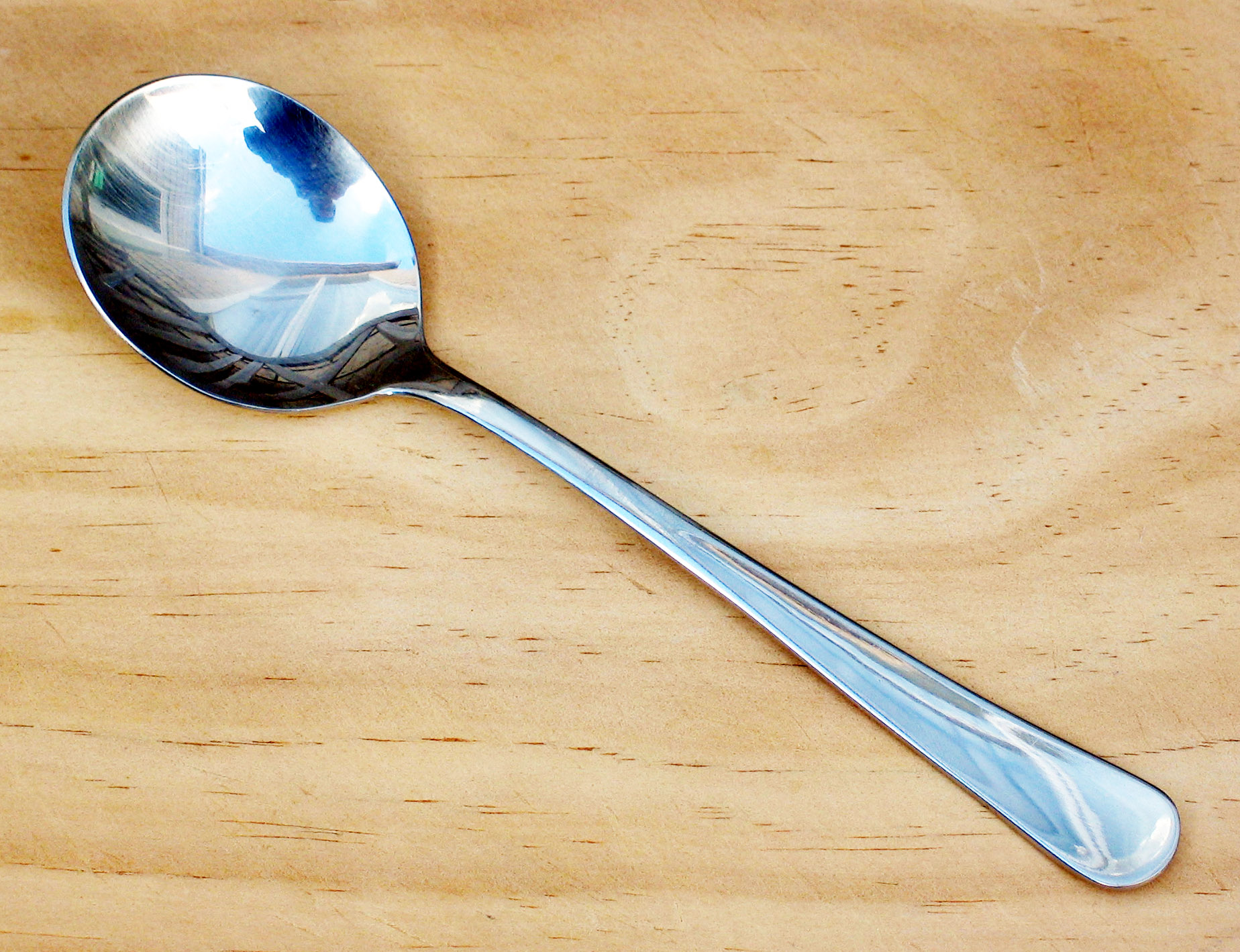
Cullera d'alumini

2 AlCl₃ → 2 Al + 3 Cl₂

### Usos i productes
Els usos actuals de l'alumini són gairebé infinits, ja que és un material amb el qual es poden fer molts aliatges lleugers i resistents.
- Electricitat: com hem dit en les propietats, l'alumini és un conductor elèctric molt bo, per tant està desplaçant el coure en línies d'alt voltatge; si més no, s'estan fent aliatges de coure i alumini.

- Transport: en ser un material resistent i lleuger té molta importància en la indústria automobilística, ferroviària, aèria i aeroespacial; indirectament és un tema ecològic, ja que en ser més lleuger la màquina, necessitarà menys combustible per moure’s.

- Edificació i construcció: avui en dia moltes finestres i portes són d'alumini. També s'utilitza en construcció per fer un tipus de coberta, com és el cas del parlament europeu a Brussel·les.

- Envasos: aquí és a on l'alumini va ser el metall clau per començar a produir envasos, bàsicament les llaunes. La producció de llaunes d'alumini va comportar grans avantatges: protegeix l'interior de la llauna de oxigen i llum, es pot refredar ràpidament, difícils de trencar i sobretot que són 100% reciclables. Països com Suècia i Suïssa tenen els índexs de reciclatge més grans d'Europa amb un 92% i un 88%, respectivament.

- Altres: altres productes importants que contenen alumini són els estris de cuina i el paper d'alumini, molt importants en la nostra vida, ja que s'utilitzen dia a dia.

## Òxid d'alumini

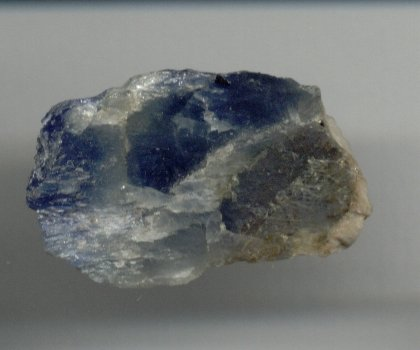
Corindó de Brasil d'uns 2x3 cm

L'òxid d'alumini o alúmina és el principal component de minerals com el corindó o la bauxita. L'òxid d'alumini s'obté de la bauxita mitjançant el procés Bayer. És un òxid amfòter i ingredient principal en la constitució d'argiles i vernissos, els confereix resistència i n'augmenta la temperatura de maduració. És el material ceràmic avançat que més s'utilitza.

### Propietats
La forma més comuna d'òxid d'alumini cristal·lí es coneix amb el nom de corindó, és termodinàmicament la forma més estable. Els anions d'oxigen formen una estructura hexagonal compacta amb els cations d'alumini emplenant dos terços dels intersticis octaèdrics, cada centre de Al3+ és octaèdric. Les seves principals propietats són:

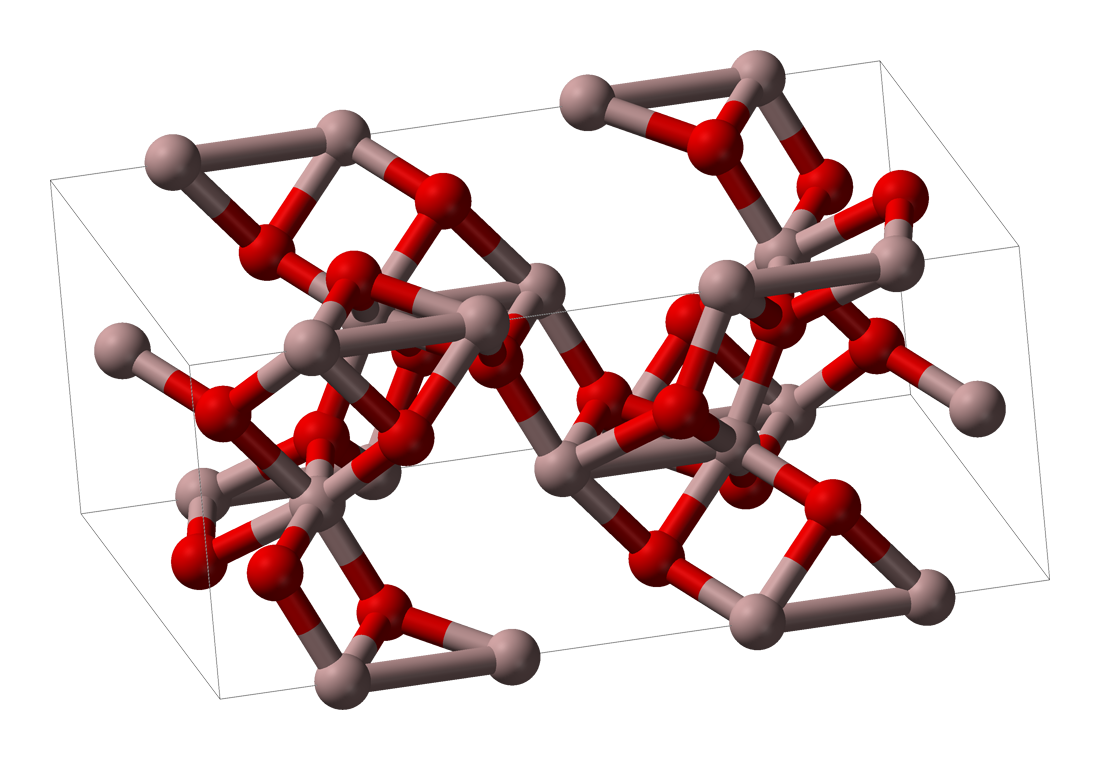
Cel·la unitària de l'alúmina

- Molt bon aïllant elèctric (de 1·10¹⁴ a 1·1015 Ω·cm).

- Força mecànica entre moderada i alta (de 300 a 600 MPa).
- Força compressiva molt alta (de 2000 a 4000 MPa).
- Alta duresa (de 15 a 19 GPa).
- Conductivitat tèrmica moderada (de 20 a 30 W/mK).
- Alta resistència a la corrosió.
- Bones propietats de lliscament.
- Baixa densitat (de 3,75 a 3,95 g/cm³).
- Temperatura operativa sense càrrega mecànica de 1000 a 1500 °C.
- Punt de fusió de 2072 °C i punt d'ebullició de 2977 °C.
- Bioinert i compatible amb els aliments.

### Producció
A la indústria s'utilitza el procés Bayer per a produir alúmina a partir de la bauxita. L'alúmina és vital per a la producció d'alumini (se n'obté una tona per cada dues d'alúmina).
En el procés Bayer la bauxita es renta, polvoritza i dissol en hidròxid de sodi a alta pressió i temperatura. El líquid resultant conté una solució d'aluminat de sodi i residus de bauxita que contenen ferro, silici i titani. Aquests residus s'acaben dipositant al fons del tanc i posteriorment s'eliminen, es coneixen com a “fang vermell”. La solució d'aluminat de sodi neta es bombeja dins d'un enorme tanc anomenat precipitats. S'hi afegeixen petites partícules d'alúmina per induir la precipitació de partícules d'alúmina pures en refredar el líquid (procés de sembra). Les partícules es dipositen al fons del tanc, es remouen i es calcinen a 1100 °C per tal d'eliminar l'aigua que pugui contenir el producte de cristal·lització. Com a resultat s'obté una pols blanca, alúmina pura. L'hidròxid de sodi es retorna al començament del procés i s'utilitza novament.

### Tipus d'òxid d'alumini i els seus usos
L'alúmina la trobem sobretot en la seva forma fonamental i s'utilitza en la indústria de l'alumini com a matèria primera per a la producció d'alumini. A més, es pot utilitzar de manera complementària com a:
- Aïllant tèrmic per a la part superior de les botes electrolítiques.
- Revestiment de protecció per evitar l'oxidació dels ànodes de carboni.
- Absorció de les emissions provinents de les cisternes.
- Assecatge de l'aire comprimit, ja que té la propietat d'adsorbir l'aigua.
- A l'àrea sanitària de les pròtesis dentals, s'utilitza com a base de l'estructura de corones i ponts proporcionant gran duresa i resistència, lleugeresa i translucidesa.
- En molins d'esmalts ceràmics com pedres de molta.Restauració d'un forn amb maó refractari d'alúmina tabular

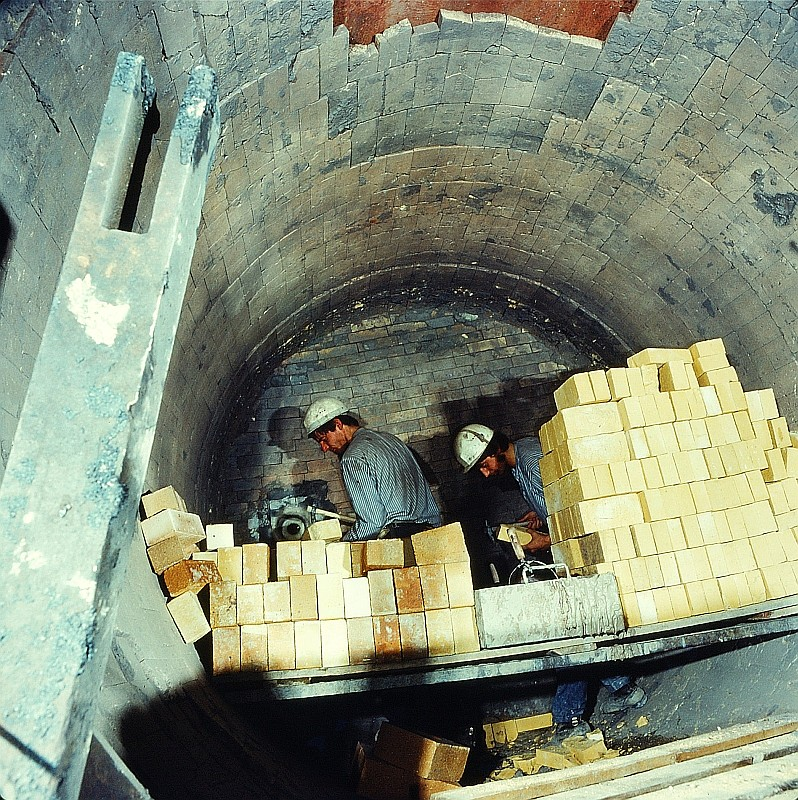
Restauració d'un forn amb maó refractari d'alúmina tabular

Altres formes de l'alúmina són:

#### Alúmina activada o adsorbent
És una forma porosa que s'utilitza per a desenllaçar gasos i líquids. Té la propietat d'assecar l'aire fins a deixar-lo amb molt poca humitat.

#### Alúmina tabular
És una varietat porosa de poca àrea, s'utilitza per a la producció de maons refractaris, forns de fosa de materials i aïllants elèctrics.

#### Alúmina hidratada
S'utilitza per a produir compostos d'alumini com sulfat d'alumini sense ferro, aluminat sòdic, clorur i fosfat d'alumini i alúmina activada.

### Altres productes amb alúmina

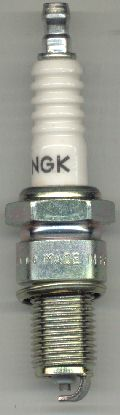
Bugia d'alúmina

Avui en dia també podem trobar alúmina en:
- Fregall de mà per a superfícies metàl·liques.
- Rodets de fibra.
- Rodes d'acabat de fibra.
- Bandes per a condicionament de superfícies.
- Discos abrasius i rodes per a condicionament de superfícies.[9]

Els productes anteriors estan fets d'òxid d'alumini i carbur de sílice. S'utilitzen per acabats setinats en alumini i acer inoxidable, preparar superfícies per a pintar, esvair rascades i corrosió, eliminar rascades i marques de fresadora, netejar superfícies metàl·liques o de fusta abans de cobrir-les i eliminar òxid.
- Bugies. Per tal de protegir-les contra la calor, les parts aïllants de les bugies d'automòbils i algunes aplicacions aeronàutiques estan fetes d'alúmina.
- Pròtesis dentals. L'òxid d'alumini s'utilitza en l'àrea mèdica de pròtesis dentals per la seva excepcional duresa i resistència.
- Refractaris. S'utilitza per a refractaris per a forns per la seva duresa i alt punt de fusió.

## Altres productes derivats de l'alumini
Existeixen una àmplia varietat de productes derivats de l'alumini a banda dels seus òxids. A continuació es descriuen tres dels productes més importants.

### AlCl₃

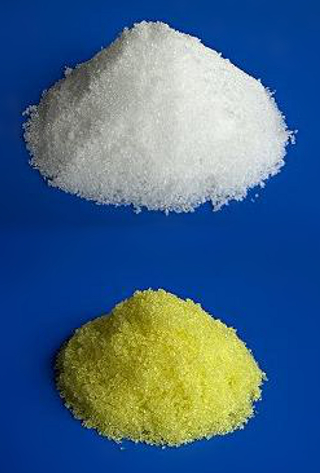
Clorur d'alumini (III)

El clorur de alumini (III)  és majoritàriament utilitzat com a reactiu químic. El seu ús com a catalitzador en la reacció de Friedel-Craft i la polimerització i isomerització de hidrocarburs comporten la major part de les seves aplicacions.

#### Producció
La síntesi del triclorur d'alumini es pot donar via cloració directa de l'alumini metàl·lic d'acord amb la següent reacció:
2 Al + 3 Cl₂ → 2 AlCl₃
La injecció d'alumini i clor en càmeres d'alta temperatura (680-760 °C) és la manera més senzilla per l'obtenció del clorur d'alumini.
Una altra forma de producció del clorur d'alumini és mitjançant el desplaçament metàl·lic en el clorur de coure:
2 Al + 3 CuCl₂ → 2 AlCl₃ + 3 Cu

#### Usos
- Reacció de Friedel-Crafts[12]

Donada la seva naturalesa d'àcid de Lewis, el clorur d'alumini és utilitzat com catalitzador en la reacció de Friedel-Crafts. Aquesta reacció permet afegir cadenes carbonades a anells aromàtics utilitzant haloalcans.

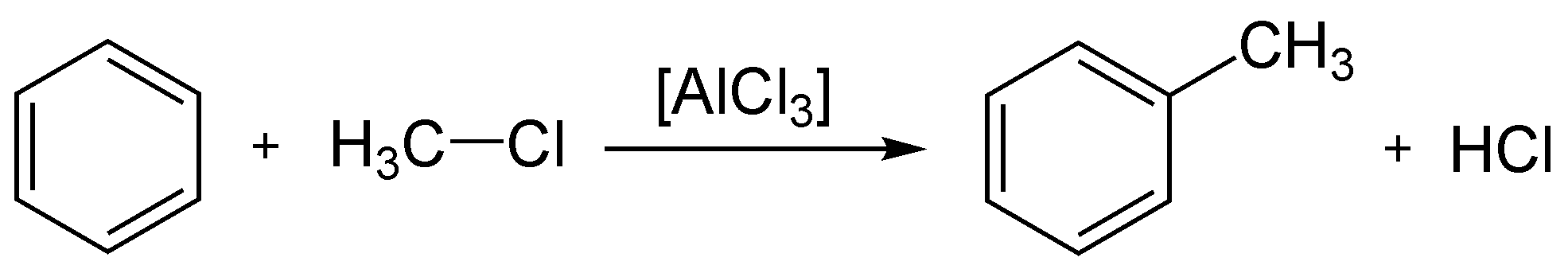
Exemple d'alquilació de Friedel-Crafts utilitzant clorur d'alumini com catalitxador.

- Isomerització i "cracking" de parafines[13]

El triclorur d'alumini pot ser utilitzat en reaccions de polimeritzacions d'hidrocarburs per formar polímers superàcids o en la hidroisomerizació de parafines. 
El seu ús com a catalitzador en reaccions d'halogenació de derivats del petroli es àmpliament conegut.
C₆H₆ + Cl₂ {\displaystyle {\ce {->[AlCl3]}}} C₆H₅Cl + HCl
- Productes d'higiene personal

El clorur d'alumini forma part de les fórmules de molts productes d'higiene personal, com desodorants, medicaments dentals, etc.

### Al(NO₃)₃

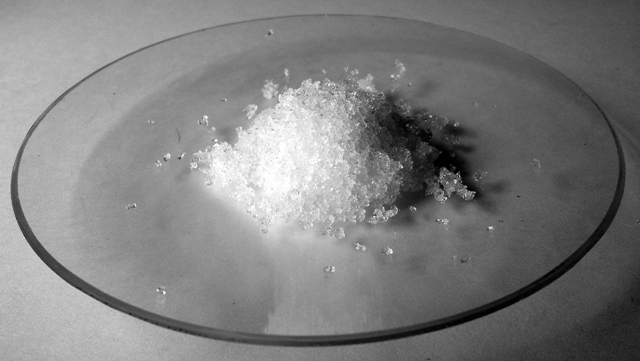
Nitrat d'alumini (III)

Es tracta d'una sal blanca soluble en aigua que es presenta comunament en forma cristal·lina.

#### Producció
El nitrat d'alumini (III) es pot preparar per la reacció directa amb el seu hidròxid metàl·lic i àcid nítric segons:
3 HNO₃ + Al(OH)₃ → Al(NO₃)₃ +3H₂O
La formació del nitrat dalumini pot donar-se alternativament per la reacció del clorur d'alumini (III) amb àcid nítric. Aquesta via té l'inconvenient de formar productes secundaris indesitjats.

#### Usos
El nitrat d'alumini presenta una àmplia varietat d'aplicacions:
- Tractament de pells per produir cuir.
- Antitranspirant.
- Inhibidor de la corrosió.
- Agent nitrant.
- Extracció d'elements de la sèrie dels actínids.[15]

Pu4+ + 4NO₃- + 2S → [Pu(NO₃)₄S₂]

### Al(OH)₃

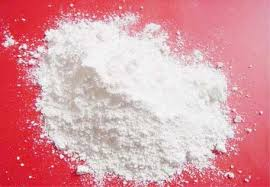
Hidróxid d'alumini (III)

L'hidròxid d'alumini es un hidròxid metàl·lic amfòter trobat naturalment en la escorça terrestre.

#### Producció
La major part de l'hidròxid d'alumini es pot trobar en forma del mineral gibbsita. Un altre percentatge es troba en els seus altres polimorfs menys comuns: bayerite, doyleite i nordstrandite.
La principal font d'aquest producte és la producció industrial pel procés Bayer. Aquest procés consisteix en la dissolució del mineral Bauxita en una solució d'hidròxid sòdic a altes temperatures. Els residus indesitjats són extrets i l'hidròxid d'alumini precipitat.

#### Usos
La major part de l'hidròxid d'alumini produït és utilitzat en la fabricació d'alúmina. La resta d'aplicacions poden ser resumides en aquest llistat:
- Aglutinació de substàncies col·loïdals en el tractament d'aigües.
- Agent dessecant.
- Material adsorbent.
- Agent retardant.
- Diverses aplicacions farmacèutiques.